# Zbigniew Drzymuchowski
Zbigniew Drzymuchowski ps. „Andrzej Karewicz” (ur. 2 kwietnia 1893 w Jaśle, zm. 1969 w Nowym Sączu) – major piechoty Wojska Polskiego, wydalony z korpusu oficerskiego w 1939, aktor filmowy.

## Życiorys
Był zawodowym oficerem cesarskiej i królewskiej Armii. Jego oddziałem macierzystym był Pułk Piechoty Nr 85. Na stopień chorążego został mianowany ze starszeństwem z 1 września 1913, a porucznika ze starszeństwem z 1 września 1915 w korpusie oficerów piechoty.
Do Wojska Polskiego został przyjęty z byłej armii austro-węgierskiej. Służył w 38 Pułku Piechoty Strzelców Lwowskich. W czerwcu 1921 był przydzielony do Szpitala Okręgowego Lwów. 3 maja 1922 został zweryfikowany w stopniu kapitana ze starszeństwem z 1 czerwca 1919 i 200. lokatą w korpusie oficerów piechoty. W lipcu tego roku został przeniesiony do 24 Pułku Piechoty w Łucku na stanowisko pełniącego obowiązki dowódcy I batalionu. 1 grudnia 1924 został mianowany majorem ze starszeństwem z 15 sierpnia 1924 i 41. lokatą w korpusie oficerów piechoty. Po awansie został przesunięty na stanowisko dowódcy III batalionu. W listopadzie 1927 został przeniesiony do 26 Pułku Piechoty we Lwowie na stanowisko kwatermistrza. W kwietniu 1928 został przesunięty na stanowisko oficera sztabowego pułku. W marcu 1929 został zwolniony z zajmowanego stanowiska i oddany do dyspozycji dowódcy Okręgu Korpusu Nr VI, a z dniem 31 maja tego roku przeniesiony w stan spoczynku.
W 1934, jako oficer stanu spoczynku pozostawał w ewidencji Powiatowej Komendy Uzupełnień Lwów Miasto. Posiadał przydział do Oficerskiej Kadry Okręgowej Nr VI. Był wówczas „przewidziany do użycia w czasie wojny”.
17 stycznia 1938 Sąd Okręgowy w Warszawie skazał go na karę pięciu lat pozbawienia wolności za zgwałcenie pensjonarki. Za ten czyn został w 1939 wydalony z korpusu oficerskiego.

## Ordery i odznaczenia
- Krzyż Walecznych[23]
- Signum Laudis Srebrny Medal Zasługi Wojskowej z mieczami na wstążce Krzyża Zasługi Wojskowej[4]
- Signum Laudis Brązowy Medal Zasługi Wojskowej z mieczami na wstążce Krzyża Zasługi Wojskowej[4]
- Krzyż Wojskowy Karola[4]

## Filmografia[24]
- 1928 – Komendant
- 1929 – Pierwsza miłość Kościuszki, jako Książę Lubomirski
- 1930 – Gwiaździsta eskadra
- 1930 – Mascotte
- 1932 – Puszcza, jako Edward
- 1935 – Manewry miłosne